# Amphinemura nikkoensis
Amphinemura nikkoensis är en bäcksländeart som beskrevs av Tatemi Shimizu 1998. Amphinemura nikkoensis ingår i släktet Amphinemura och familjen kryssbäcksländor. Inga underarter finns listade i Catalogue of Life.